# Bo Hopkins
Bo Hopkins, geboren als William Hopkins (Greenville (South Carolina), 2 februari 1938 – Los Angeles, 28 mei 2022), was een Amerikaanse acteur. Hij was misschien het best bekend voor het spelen van belangrijke bijrollen in een aantal grote studiofilms tussen 1969 en 1979, en verscheen in vele andere tv-shows en tv-films.

## Carrière
De hoofdrol in het stuk Tea House leverde hem een studiebeurs op. Hij wijzigde zijn naam William in Bo, naar de rol die hij speelde in Bus Stop. Hopkins wilde zijn droom als acteur ten uitvoer brengen en ging naar New York. Walgend van de stad keerde hij echter snel weer huiswaarts. Daarna ging hij naar Hollywood, waar hij een beurs kreeg voor de toneelschool van de Desilu Studios.
Zijn eerste tv-optreden had hij in 1968 in de Andy Griffith Show. Daarna volgden optredens in verschillende series, zoals The Virginian en Gunsmoke. Regisseur Sam Peckinpah zag Hopkins in het stuk The Picnic en contracteerde hem voor The Wild Bunch. Tijdens de opnamen raakte hij bevriend met William Holden, die zijn mentor werd. Ook met Peckinpah bleef hij in contact en speelde hij in drie van diens films mee.
Na zijn bioscoopdebuut in Peckinpahs western werkte Hopkins mee aan diverse projecten. Onder zijn collega's bevonden zich Sean Penn, Steve McQueen, Jean Simmons en gereputeerde regisseurs als Oliver Stone, Stanley Kramer en George Lucas. Ook het televisiewerk verwaarloosde hij niet. Hopkins verscheen in meer dan 100 film- en televisierollen in een carrière van meer dan 40 jaar, waaronder de grote studiofilms The Wild Bunch (1969), The Bridge at Remagen (1969), The Getaway (1972), American Graffiti (1973) , The Man Who Loved Cat Dancing (1973), The Killer Elite (1975), Posse (1975), A Small Town in Texas (1976), Midnight Express (1978) en More American Graffiti (1979).
Na de eerste rollen van Bo Hopkins in grote films in de vroege jaren 1970 verscheen hij in White Lightning (1973). Bo Hopkins speelde Roy Boone. Jerry Reed en Bo Hopkins speelden de broers Joe Hawkins en Tom Hawkins in de film What Comes Around uit 1985.
Hopkins speelde of speelde mee in een aantal televisiefilms uit het midden van de jaren 1970, waaronder Judgment: The Court Martial of Lieutenant William Calley (1975), The Runaway Barge (1975), The Kansas City Massacre (1975) , The Invasion of Johnson County (1976), Dawn: Portrait of a Teenage Runaway (1976), Woman on the Run (1977), Thaddeus Rose en Eddie (1978), Crisis in Sun Valley (1978) en The Busters (1978).
Toen Gretchen Corbett de televisieserie The Rockford Files in 1978 verliet, verving Hopkins haar personage als Rockfords advocaat John Cooper, die uiteindelijk in 3 afleveringen verscheen. In 1981 verscheen Hopkins in het eerste seizoen van het prime time-drama Dynasty als Matthew Blaisdel. Zijn vele andere optredens op televisie waren onder meer in de miniseries Aspen (1977) en Beggarman, Thief (1979) en in afleveringen van Gunsmoke, Bonanza, The Virginian, Nichols, The Rat Patrol, The Mod Squad, Hawaii Five-O, Paul Sand in Friends and Lovers, The Rookies, Charlie's Angels, Fantasy Island, The A-Team, Scarecrow and Mrs. King, The Fall Guy, Crazy Like a Fox, Murder, She Wrote en Doc Elliot. Hopkins had een rol in de videogame Nuclear Strike. Hij speelt kolonel LeMonde, een huurling die een kernwapen steelt. Het 'Strike'-team volgt hem door Zuidoost-Azië.
In 1994 werd hij onderscheiden met de Golden Boot Award.
De film Shade (2003) was Hopkins' eerste werk als producent. Hij moest hardnekkig vechten voor de filmrechten van het draaiboek, dat uiteindelijk twee en een half jaar duurde.

## Privéleven
William Hopkins werd geboren in Greenville (South Carolina). Op de leeftijd van negen maanden werd hij geadopteerd door een stel dat niet in staat was om zwanger te worden. Toen hij opgroeide, werd hij Billy genoemd. Zijn adoptievader werkte in een fabriek in Taylors, South Carolina. Zijn vader overleed op 39-jarige leeftijd aan een hartaanval op de veranda van het huis van de familie. Billy en zijn moeder waren getuige van zijn dood. Omdat ze niet in hun huis konden blijven, verhuisden ze een maand later naar een nieuwe woning in het nabijgelegen Ware Shoals, waar zijn grootvader en ooms in een andere fabriek werkten. Zijn moeder hertrouwde uiteindelijk met een man wiens achternaam Davis was. Hopkins kon niet opschieten met zijn nieuwe stiefvader; de twee kregen talloze ruzies, sommige serieus. Nadat hij een paar keer van huis was weggelopen, werd hij naar zijn grootouders gestuurd en daar hoorde hij dat hij was geadopteerd omdat zijn adoptiemoeder geen kinderen kon krijgen. Op 12-jarige leeftijd ontmoette hij zijn biologische moeder die met zijn halfzussen en een halfbroer in Lockhart woonde, een ander klein molenstadje in South Carolina.
Billy leidde een moeilijk leven als jongere, met tal van gevallen van spijbelen, kleine misdaden en een verblijf in een hervormingsschool. Hij stopte vlak voor zijn 17e verjaardag met school en ging bij het Amerikaanse leger, waar hij werd ingedeeld bij de 101st Airborne Division. Hij was gestationeerd in Fort Jackson, Fort Gordon en Fort Pope, voordat hij naar Korea werd verscheept, waar hij negen maanden diende. Na zijn militaire dienst begon William 'Billy' Hopkins te daten met het meisje Norma, met wie hij trouwde op ongeveer 18-jarige leeftijd. Ze hadden een dochter genaamd Jane.
Hopkins raakte geïnteresseerd in het nastreven van een acteercarrière, hoewel zijn vrouw het afkeurde en ze hem al snel verliet en hun dochter meenam. Nadat hij in een aantal toneelstukken in de omgeving had gespeeld, ontving hij een beurs om acteren en toneelproductie te studeren in het Pioneer Playhouse in Kentucky, waar hij al snel verhuisde. Terwijl hij daar was, begon hij te daten met een meisje dat een Miss Mississippi was. Vanuit Kentucky begaf hij zich naar New York om in meer toneelstukken op te treden. Na New York verhuisde hij naar Hollywood met de vriend van zijn neef, die stuntman wilde worden. In Hollywood verdiende hij de kost met het parkeren van auto's terwijl hij studeerde aan de Actors Studio, waar een van zijn klasgenoten de toekomstige Oscar-winnaar Martin Landau was.
Hopkins was sinds 1989 getrouwd met Sian Eleanor Green en ze kregen samen een zoon. Na zes jaar van professionele inactiviteit was Hopkins weer gaan acteren, scripts lezen en zijn autobiografie schrijven. Op 28 mei 2022 overleed hij aan een hartaanval.

## Filmografie
- 1969: The Wild Bunch
- 1969: The Thousand Plane Raid
- 1969: The Bridge at Remagen
- 1970: The Moonshine War
- 1970: Macho Callahan
- 1970: Monte Walsh
- 1972: The Culpepper Cattle Co.
- 1972: The Getaway
- 1973: The Man Who Loved Cat Dancing
- 1973: American Graffiti
- 1973: White Lightning
- 1975: The Runaway Barge
- 1975: The Day of the Locust
- 1975: Posse
- 1975: The Kansas City Massacre
- 1975: The Killer Elite
- 1976: A Small Town in Texas
- 1976: ((Dawn, portrait of a teenage runaway))
- 1977: Tentacoli
- 1978: Midnight Express
- 1979: More American Graffiti
- 1979: The last ride of the Dalton Gang
- 1981–1987: Dynasty tv-serie, 17 afleveringen
- 1983: Ghost Dancing
- 1983: Sweet 16
- 1984: Night Shadows

- 1985: Scarecrow and Mrs. King seizoen 3; aflevering J. Edgar's ghost
- 1986: Louis L'Amour's Down the Long Hills
- 1988: Nightmare at Noon
- 1989: President's Target
- 1989: The Bounty Hunter
- 1990: The Final Alliance
- 1991: Blood Ties
- 1992: Inside Monkey Zetterland
- 1993: The Ballad of Little Jo
- 1993: The Legend of Wolf Mountain
- 1994: The Feminine Touch
- 1994: Radioland Murders
- 1995: OP Center
- 1996: Shaughnessy
- 1997: U Turn
- 1997. Painted Hero
- 1998: Phantoms
- 1999: From Dusk Till Dawn 2: Texas Blood Money
- 1999: Time Serves
- 2000: South of Heaven, West of Hell
- 2001: Cowboy Up
- 2003: Shade (ook als producent)
- 2013: A Little Christmas Business
- 2020: Hillbilly Elegy

- Bibsys: 99066858
- Biblioteca Nacional de España: XX1174788
- Bibliothèque nationale de France: cb138953167 (data)
- Gemeinsame Normdatei: 142073660
- International Standard Name Identifier: 0000 0000 8361 9108
- Library of Congress Control Number: no92026453
- Nationale Bibliotheek van Tsjechië: xx0327442
- Nationale Bibliotheek van Israël: 987007333349905171
- Nederlandse Thesaurus van Auteursnamen: 073158135
- SNAC: w62b99cz
- Système universitaire de documentation: 061168432
- Virtual International Authority File: 19249002
- WorldCat: E39PBJpjj738r6KMC4BrcFy8G3